# Leucodon tibeticus
Leucodon tibeticus là một loài Rêu trong họ Leucodontaceae. Loài này được M. X. Zhang mô tả khoa học đầu tiên năm 1980.